# Rhamphomyia strobli
Rhamphomyia strobli är en tvåvingeart som beskrevs av Bartak 1985. Rhamphomyia strobli ingår i släktet Rhamphomyia och familjen dansflugor. Inga underarter finns listade i Catalogue of Life.